# 112.º Batallón Antiaéreo Pesado
El 112.º Batallón Antiaéreo Pesado (112. schwere Flak-Abteilung (o)) fue una unidad militar de la Luftwaffe durante la Segunda Guerra Mundial.

## Historia
Formado en julio de 1942 del 112.º Batallón Antiaéreo de Reserva, con 1. - 4. Baterías. La 5.ª Bat. - 8.ª Bat./112.º Batallón Antiaéreo Pesado fueron formadas en 1943. El 1 de noviembre de 1944 el 112.º Batallón Antiaéreo Pesado (o) pasa a reformar el 94.º Regimiento Antiaéreo.

## Orden de batalla
A finales de 1943 es reducido a 4 Baterías:
- 5.º Bat./112.º Batallón Antiaéreo Pesado como la 7.º Bat./389.º Batallón Antiaéreo Pesado (o)
- 6.º Bat./112.º Batallón Antiaéreo Pesado como la 8.º Bat./389.º Batallón Pesado Antiaéreo Pesado (o)
- 7.º Bat./112.º Batallón Antiaéreo Pesado como la 5.º Bat./137.º Batallón AntiaéreoPesado (o) (octubre de 1943)
- 8.º Bat./112.º Batallón Antiaéreo Pesado como la 6.º Bat./137.º Batallón Antiaéreo Pesado (o) (octubre de 1943)

En septiembre de 1944 la 1.º Bat., 4.º Bat./112.º Batallón Antiaéreo Pesado se trasladaron al Frente Occidental como la 1.º Bat., 4.º Bat./112.º Batallón Antiaéreo Pesado (b.mot.), y en diciembre de 1944:
- 1.º Bat./112.º Batallón Antiaéreo Pesado como la 6.º Bat./55.º Regimiento Antiaéreo
- 4.º Bat./112.º Batallón Antiaéreo Pesado como la 1.º Bat./591.º Batallón Antiaéreo Mixto (v)

## Servicios
- Enero de 1943: en Gelsenkirchen
- 1 de noviembre de 1943: en Kassel bajo la 22.ª División Antiaérea (103.º Regimiento Antiaéreo)
- 1 de enero de 1944: en Kassel bajo la 22.ª División Antiaérea (103.º Regimiento Antiaéreo)
- 1 de febrero de 1944: en Kassel bajo la 22.ª División Antiaérea (103.º Regimiento Antiaéreo)
- 1 de marzo de 1944: en Kassel bajo la 22.ª División Antiaérea (103.º Regimiento Antiaéreo)
- 1 de abril de 1944: en Kassel bajo la 22.ª División Antiaérea (103.º Regimiento Antiaéreo)
- 1 de mayo de 1944: en Kassel bajo la 22.ª División Antiaérea (103.º Regimiento Antiaéreo)
- 1 de junio de 1944: en Dortmund bajo la 22.ª División Antiaérea (124.º Regimiento Antiaéreo)
- 1 de julio de 1944: en Dortmund bajo la 22.ª División Antiaérea (124.º Regimiento Antiaéreo)
- 1 de agosto de 1944: en Dortmund bajo la 22.ª División Antiaérea (124.º Regimiento Antiaéreo)
- 1 de septiembre de 1944: en Dortmund bajo la 22.ª División Antiaérea (124.º Regimiento Antiaéreo) (Plana Mayor, 2.º Bat./112.º Batallón Antiaéreo Pesado)
  - En Duisburg bajo la 4.ª División Antiaérea (Plana Mayor/64.º Regimiento Antiaéreo) [3.º Bat./112.º Batallón Antiaéreo Pesado]
  - En Stettin bajo la 6.º Brigada Antiaérea (Plana Mayor/3.º Regimiento Antiaéreo) [1.º Bat., 4.º Bat./112.º Batallón Antiaéreo Pesado]
- 1 de octubre de 1944: en Dortmund bajo la 22.ª División Antiaérea (124.º Regimiento Antiaéreo) (Plana Mayor/112.º Batallón Antiaéreo Pesado)
  - En Duisburg bajo la 4.ª División Antiaérea (Plana Mayor/64.º Regimiento Antiaéreo) [2.º Bat., 3.º Bat./112.º Batallón Antiaéreo Pesado]
  - Bajo la 16.ª División Antiaérea [1.º Bat., 4.º Bat./112.º Batallón Antiaéreo Pesado (b.mot.) bajo la Plana Mayor/173.º Batallón Antiaéreo Pesado (o)
- 1 de noviembre de 1944: en Dortmund bajo la 22.ª División Antiaérea (124.º Regimiento Antiaéreo) (Stab/112.º Batallón Antiaéreo Pesado)
  - En Duisburg bajo la 4.ª División Antiaérea (èPlana Mayor/24.º Regimiento Antiaéreo) (2.º Bat., 3.º Bat./112.º Batallón Antiaéreo Pesado bajo la Plana Mayor/394.º Batallón Antiaéreo Pesado (o)

a**Bajo la 16.ª División Antiaérea (Plana Mayor/20.º Regimiento Antiaéreo) (1.º Bat., 4.º Bat./112.º Batallón Antiaéreo Pesado (b.mot.) bajo la Plana Mayor/173.º Batallón Antiaéreo Pesado (o)
- 1 de diciembre de 1944: en Duisburg bajo la 4.ª División Antiaérea (24.º Regimiento Antiaéreo) (2.º Bat., 3.º Bat./112.º Batallón Antiaéreo Pesado (b.mot.) bajo la Plana Mayor/394.º Batallón Antiaéreo Pesado (o)
  - Bajo la 16.ª División Antiaérea (Plana Mayor/111.º Regimiento Antiaéreo) (1.º Bat., 4.º Bat./112.º Batallón Antiaéreo Pesado (b.mot.) bajo la Plana Mayor/173.º Batallón Antiaéreo Pesado (o)